# Изенгард фон Фалкенщайн-Мюнценберг
Изенгард фон Фалкенщайн-Мюнценберг (на немски: Isengard von Falkenstein-Münzenberg; * ок. 1300/пр. 1318; † сл. 1326) е благородничка от фамилията Фалкенщайн-Мюнценберг (линията Лих) и чрез женитба господарка на Изенбург-Бюдинген-Гренцау и Филмар.

## Произход
Тя е дъщеря на Филип III фон Фалкенщайн-Мюнценберг († 1322) и първата му съпруга Мехтилд фон Епенщайн († 1303), дъщеря на Готфрид III (IV) фон Епенщайн († 1293/1294) и Мехтилд фон Изенбург-Браунсберг († ок. 1280), дъщеря на граф Бруно II фон Изенбург-Браунсберг († 1255). Баща ѝ се жени втори път сл. 1303 г. за Лукарда фон Изенбург-Бюдинген († 1309) и трети път за Матилда фон Хесен († сл. 1332).

## Фамилия
Изенгард фон Фалкенщайн се омъжва пр. 24 февруари 1318 г. за Лотар фон Изенбург-Бюдинген († 1340/1341), най-малкият син на Лудвиг фон Изенбург-Клееберг бургграф фон Гелнхаузен († 1304) и графиня Хайлвиг фон Тюбинген-Гисен († 1294). Те имат децата:
- Хайнрих II фон Изенбург-Бюдинген († между 3 ноември 1378 и 26 ноември 1379), бургграф на Гелнхаузен, женен на 29 юли 1332 г. за Аделхайд фон Ханау († сл. 24 ноември 1372), дъщеря на Улрих II фон Ханау († 1346) и Агнес фон Хоенлое († 1342/1344)
- Филип I фон Изенбург-Гренцау († 22 март 1370), господар на Изенбург в Гренцау и Филмар, женен пр. 11 ноември 1338 г. за графиня Маргарета фон Катценелнбоген († 1370)
- Хайлвиг (* ок. 1320; † 1367), омъжена пр. 23 юли 1344 г. за граф Йохан фон Ринек († 1365)
- Вилибург († сл. 1352), омъжена пр. 1346 г. за Хартмуд VI фон Кронберг († 1372), син на Хартмут V фон Кронберг († 1334), бургграф на Щаркенбург, и Маргарета фон Щаркенбург († 1332)
- Лукарда († сл. 1335), монахиня в Цела (Шифенберг) между 1326 и 1331. мистрес на Цела (Шифенберг) през 1335 г.